# Tonny van der Linden
Tonny van der Linden (Zuilen, 29 de noviembre de 1932-Vianen, 23 de junio de 2017) fue un futbolista neerlandés que jugaba en la demarcación de delantero.

## Biografía
Empezó a formarse como futbolista en las filas inferiores del SV Voorwaarts, y, tras un tiempo, fue traspasado a la disciplina del DOS Utrecht, hasta que finalmente en 1956 hizo su debut con el primer equipo. Llegó a disputar más de 300 partidos de liga, y anotar un total de 208 goles, ganando la Eredivisie en la temporada 1957/58. Tras un breve período de tiempo en el USV Elinkwijk, finalmente se retiró.
Falleció el 23 de junio de 2017 en Vianen a los 84 años de edad.

## Selección nacional
Disputó un total de 24 partidos con la selección de fútbol de los Países Bajos y anotó 17 goles. Hizo su debut el 30 de enero de 1957 en un partido amistoso contra España que finalizó con un resultado de 5-1 a favor del combinado español tras los goles de Jesús Garay, Ladislao Kubala y un hat trick de Alfredo Di Stéfano por parte de España, y de Tinus Bosselaar por parte de los Países Bajos. Además disputó un partido para la clasificación para la Copa Mundial de Fútbol de 1962 y dos encuentros para la clasificación para la Eurocopa 1964. Su último partido con la selección lo jugó el 11 de septiembre de 1963 contra Luxemburgo.

## Clubes
| Club          | País         | Año       | Partidos | Goles |
| ------------- | ------------ | --------- | -------- | ----- |
| DOS Utrecht   | Países Bajos | 1956-1967 | 306      | 208   |
| USV Elinkwijk | Países Bajos | 1967-1970 |          |       |

## Palmarés

### Campeonatos nacionales
| Título     | Club        | País         | Año  |
| ---------- | ----------- | ------------ | ---- |
| Eredivisie | DOS Utrecht | Países Bajos | 1958 |